# Rifugio Val Serenaia
Il rifugio Val Serenaia è il secondo rifugio realizzato in località Orto di Donna, dopo il Donegani e prima del rifugio Orto di Donna. 
Si trova nel comune di Minucciano (LU) a 1.068 m s.l.m. sulle Alpi Apuane nella Val Serenaia, dalla quale prende il nome. 
L'edificio nel quale insiste era l’antica casa dei guardiani delle cave, ristrutturata nei primi anni 2000. 
Annesso al rifugio, a circa 100 metri, in località Porciglia, si trova un campeggio, nell'area della vecchia polveriera delle cave. 
Le vicine cave di marmo, a causa del loro impatto sulla valle glaciale Orto di Donna-Val Serenaia, sono tra le più combattute dal movimento No Cav.
Il rifugio ha ricevuto il riconoscimento di "Esercizio consigliato dal Parco per le sue scelte eco-compatibili".   

## Accessi
- In auto:

Il rifugio dista circa 39 km da Aulla (città collegata all'autostrada A15).  
Da lì si percorre la Strada Statale 63 per Fivizzano, e si devia in direzione Casola in Lunigiana, Pieve San Lorenzo, Minucciano. 
Oltrepassato il paese di Minucciano, si attraversa la galleria e si svolta a destra. 
- A piedi: 
  - da Capanna Garnerone (1.260 m s.l.m.): tempo di percorrenza: 2 ore e 15 minuti, difficoltà: E. Tramite il sentiero CAI n. 37, via Foce di Giovo, costeggiando le guglie del Garnerone
  - da rifugio Orto di Donna (1.500 m s.l.m.): tempo di percorrenza: 1 ora e 30 minuti, difficoltà: E. Tramite il sentiero CAI n. 180

## Ascensioni
- Pizzo d'Uccello - 1.781 m s.l.m.: tempo di percorrenza: 2 ore e 15 minuti, difficoltà: EE/F. Tramite il sentiero CAI n. 37, via Foce di Giovo e Insellatura del Giovetto